# تايانش أيايدين
تايانش أيايدين (مواليد 7 أغسطس 1979) هو ممثل تركي بدأ مسيرته الفنية عام 2004، قام بدور البطولة في مسلسل الياقة المغبرة (2022).

## روابط خارجية
- تايانش أيايدين على موقع IMDb (الإنجليزية)
- تايانش أيايدين على موقع ألو سيني (الفرنسية)
- تايانش أيايدين على موقع أول موفي (الإنجليزية)
- تايانش أيايدين على موقع قاعدة بيانات الفيلم (الإنجليزية)
- تايانش أيايدين على موقع كينوبويسك (الروسية)